# 蘇雷亞尼 (市鎮)

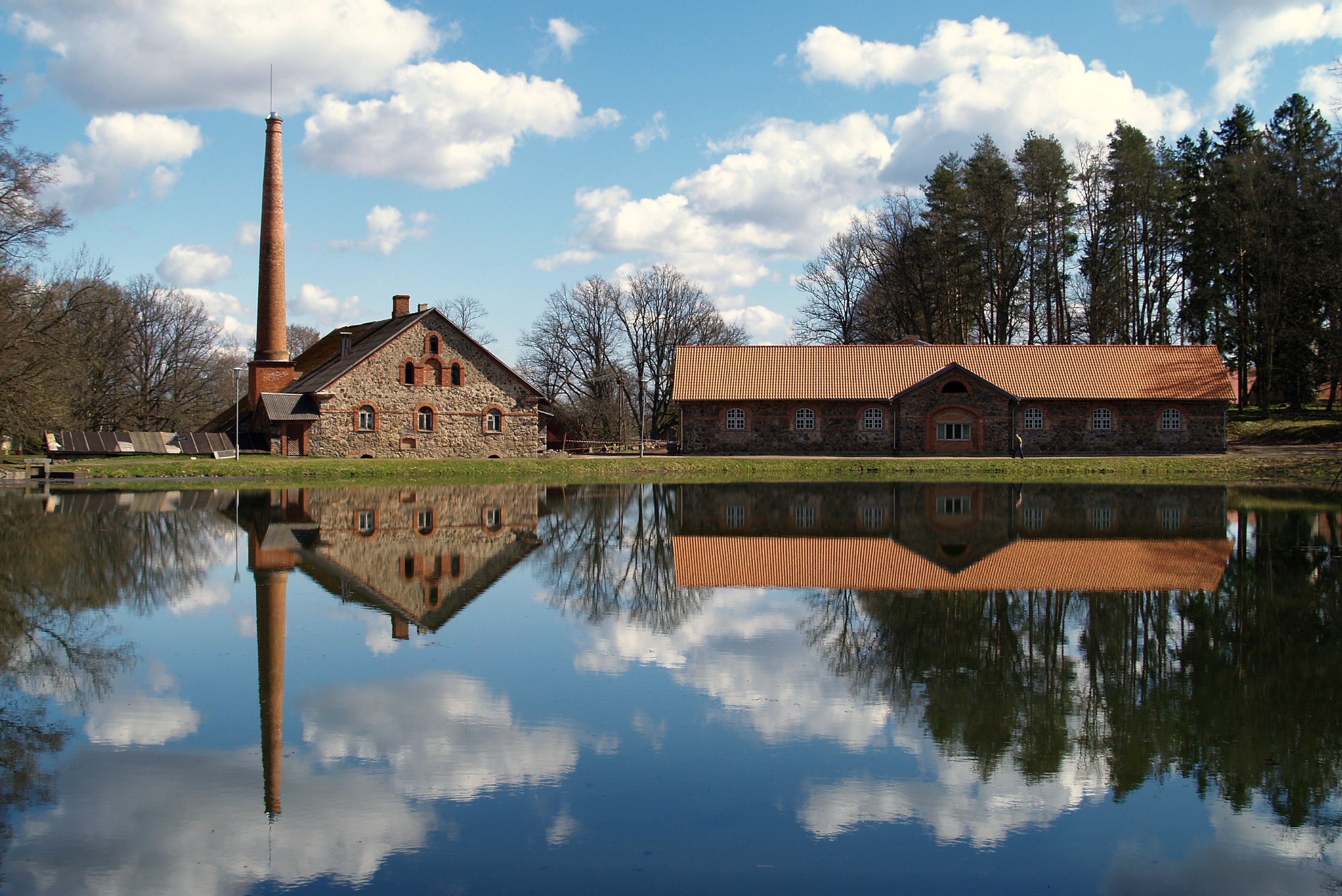
奥卢斯特韦雷庄园

蘇雷亞尼，曾是愛沙尼亞維爾揚迪縣的一個鄉村型市镇，位於該國南部，行政中心設於蘇雷亞尼，面積743平方公里，2009年人口6,178，人口密度每平方公里8人。
2017年爱沙尼亚行政改革后，苏雷亚尼市镇与其他市镇一起合并为新的北萨卡拉市镇。
58°32′7″N 25°27′58″E / 58.53528°N 25.46611°E